# 動物脂肪

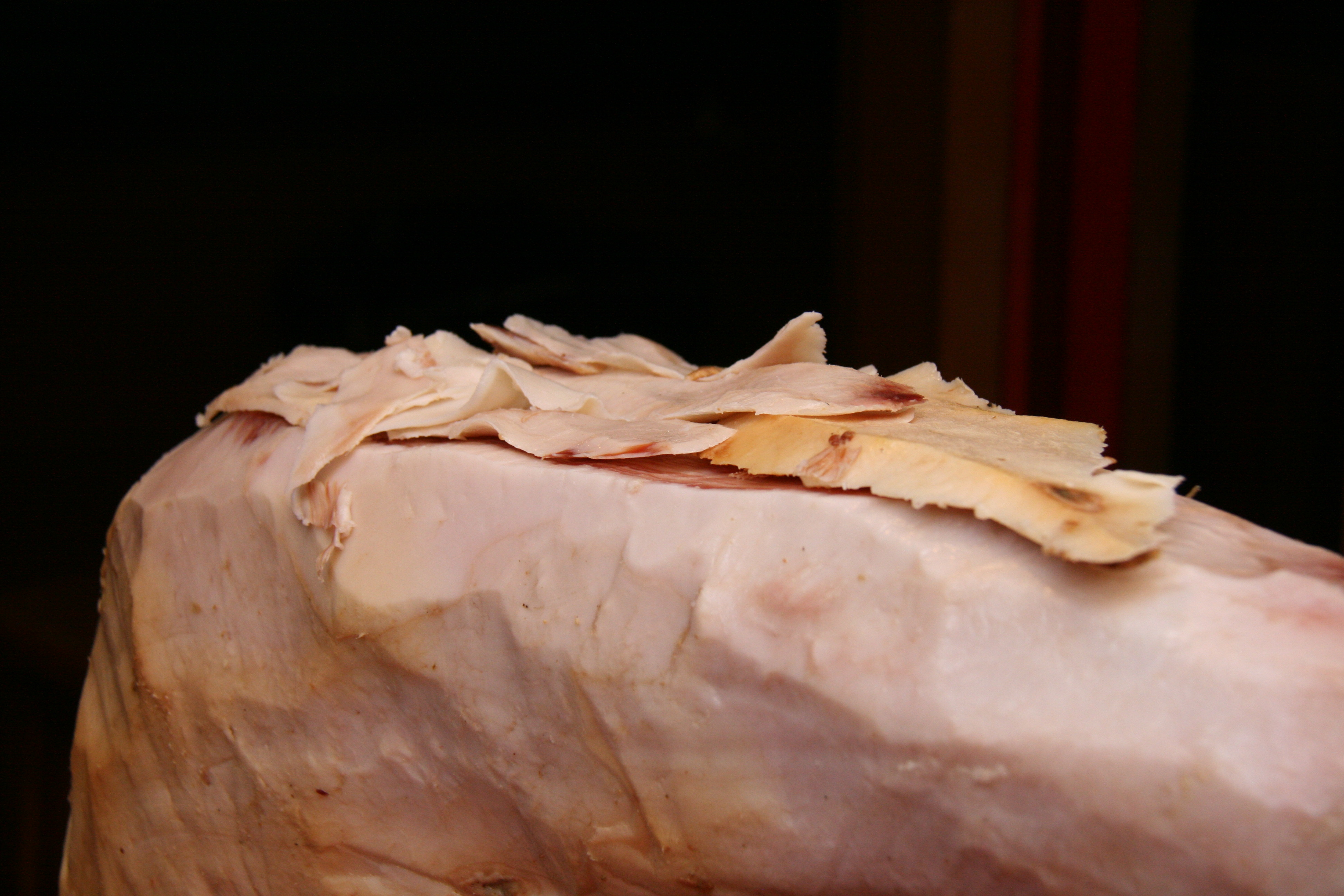
火腿的脂肪部分

动物脂肪和動物油是指来自动物的脂類。在室温下動物油為液体，動物脂肪則是固体。在化学上，脂肪和油都是由甘油三酯所组成。尽管许多动物的身體部位和分泌物都能产生動物油，但在商业活動中，動物油主要是从猪、牛和牛等牲畜的已提煉的组织脂肪中提取。乳制品也能产生动物脂肪和油类产品，如黄油。
某些動物脂肪如鹅脂肪，它比其他的动物脂肪有更高的冒煙點，但仍然低于许多植物油，如橄榄油或鳄梨油。
作为西方饮食的一部分，动物脂肪通常以半固体形式被消费，如牛奶、黄油、猪油，或者更常见的是作为工厂生产的肉类、寵物食品和快餐产品中的填充物。